# Список кавалеров ордена «За заслуги перед Отечеством» за 1998 год

## Кавалеры ордена II степени
1. 23 марта 1998 года, № 282 — Черномырдин, Виктор Степанович
2. 1 апреля 1998 года, № 336 — Быстрицкая, Элина Авраамовна — артистка Государственного академического Малого театра России, город Москва
3. 10 апреля 1998 года, № 372 — полковник Соловьёв, Анатолий Яковлевич — летчик-космонавт, командир корабля
4. 12 мая 1998 года, № 551 — Примаков, Евгений Максимович — министр иностранных дел Российской Федерации
5. 28 мая 1998 года, № 602 — Петровский, Борис Васильевич — академик, город Москва
6. 6 июля 1998 года, № 778 — Котельников, Владимир Александрович — академик Российской академии наук, город Москва
7. 9 октября 1998 года, № 1208 — Светланов, Евгений Фёдорович — художественный руководитель и главный дирижер Государственного академического симфонического оркестра под управлением Е. Светланова, город Москва
8. 23 октября 1998 года, № 1299 — Уткин, Владимир Фёдорович — академик Российской академии наук, директор Федерального государственного предприятия «Центральный научно-исследовательский институт машиностроения», Московская область
9. 27 ноября 1998 года, № 1426 — Патон, Борис Евгеньевич — академик Российской академии наук, президент Национальной академии наук Украины
10. 30 ноября 1998 года, № 1434 — Власов, Валентин Степанович — полномочный представитель Президента Российской Федерации в Чеченской Республике
11. 2 декабря 1998 года, № 1449 — Яковлев, Александр Николаевич — академик Российской академии наук, председатель Комиссии при Президенте Российской Федерации по реабилитации жертв политических репрессий

## Кавалеры ордена III степени
1. 15 января 1998 года, № 38 — Квочур, Анатолий Николаевич — летчик-испытатель, заместитель начальника Государственного научного центра Российской Федерации — Летно-исследовательского института имени М. М. Громова, Московская область
2. 16 января 1998 года, № 50 — Хитрук, Фёдор Савельевич — кинорежиссер, город Москва
3. 26 января 1998 года, № 82 — Трутнев, Юрий Алексеевич — первый заместитель научного руководителя Российского федерального ядерного центра — Всероссийского научно-исследовательского института экспериментальной физики, Нижегородская область
4. 27 февраля 1998 года, № 206 — Грищук, Оксана Владимировна — заслуженный мастер спорта, многократная чемпионка мира и Олимпийских игр, город Москва
5. 27 февраля 1998 года, № 206 — Данилова, Ольга Валерьевна — заслуженный мастер спорта, двукратная чемпионка XVIII зимних Олимпийских игр, Владимирская область
6. 27 февраля 1998 года, № 206 — Дмитриев, Артур Валерьевич — заслуженный мастер спорта, многократный чемпион мира и Олимпийских игр, город Санкт-Петербург
7. 27 февраля 1998 года, № 206 — Москвина, Тамара Николаевна — тренер сборной команды России по фигурному катанию на коньках, заслуженный тренер, город Санкт-Петербург
8. 27 февраля 1998 года, № 206 — Платов, Евгений Аркадьевич — заслуженный мастер спорта, многократный чемпион мира и Олимпийских игр, город Москва
9. 27 февраля 1998 года, № 206 — Тарасова, Татьяна Анатольевна — тренер сборной команды России по фигурному катанию на коньках, заслуженный тренер, город Москва
10. 4 марта 1998 года, № 245 — Гродецкий, Владимир Павлович — генеральный директор акционерного общества «Ижмаш», Удмуртская Республика
11. 10 апреля 1998 года, № 370 — полковник Циблиев, Василий Васильевич — летчик-космонавт, командир корабля
12. 4 мая 1998 года, № 486 — Бурлаков, Лев Николаевич — директор Санкт-Петербургского Монетного двора
13. 22 мая 1998 года, № 564 — Трапезников, Николай Николаевич — академик, директор Онкологического научного центра имени Н. Н. Блохина, город Москва
14. 22 мая 1998 года, № 566 — Семёнова, Марина Тимофеевна — балетмейстер-репетитор Государственного академического Большого театра России, город Москва
15. 31 мая 1998 года, № 632 — Исаков, Юрий Фёдорович — вице-президент Российской академии медицинских наук, город Москва
16. 31 мая 1998 года, № 632 — Константинов, Борис Алексеевич — директор Научного центра хирургии, город Москва
17. 31 мая 1998 года, № 633 — Рыбаков, Борис Александрович — академик, город Москва
18. 22 июня 1998 года, № 715 — Лагутин, Борис Николаевич — советник президента Международной конфедерации спортивных организаций, город Москва
19. 30 июня 1998 года, № 739 — Демихов, Владимир Петрович — доктор биологических наук, город Москва
20. 1 июля 1998 года, № 755 — Чуб, Владимир Фёдорович — глава администрации (губернатор) Ростовской области
21. 9 июля 1998 года, № 819 — Каган, Юрий Моисеевич — действительный член Российской академии наук, главный научный сотрудник Института сверхпроводимости и физики твердого тела Российского научного центра «Курчатовский Институт», город Москва
22. 13 июля 1998 года, № 831 — Полищук, Виктор Абрамович — президент акционерного общества «Российская телекоммуникационная сеть», город Москва
23. 14 августа 1998 года, № 966 — Лебедев, Вячеслав Михайлович — Председатель Верховного Суда Российской Федерации
24. 11 сентября 1998 года, № 1066 — Бакланов, Григорий Яковлевич — писатель, город Москва
25. 4 октября 1998 года, № 1178 — Щугорев, Виктор Дмитриевич — генеральный директор предприятия «Астраханьгазпром», Астраханская область
26. 13 октября 1998 года, № 1247 — Воробьёв, Андрей Иванович — академик Российской академии медицинских наук, директор Гематологического научного центра, город Москва
27. 23 октября 1998 года, № 1300 — Невинный, Вячеслав Михайлович — артист Московского Художественного академического театра имени А. П. Чехова
28. 23 октября 1998 года, № 1300 — Табаков, Олег Павлович — ректор Школы-студии (вуз) имени Вл. И. Немировича-Данченко при Московском Художественном академическом театре имени А. П. Чехова
29. 10 ноября 1998 года, № 1335 — Баталов, Алексей Владимирович — артист кино, профессор Всероссийского государственного института кинематографии имени С. А. Герасимова, город Москва
30. 16 ноября 1998 года, № 1414 — Глузский, Михаил Андреевич — артист театра и кино, город Москва
31. 28 ноября 1998 года, № 1429 — Салахов, Таир Теймур оглы — вице-президент Российской академии художеств, город Москва
32. 28 ноября 1998 года, № 1430 — Устинова, Татьяна Алексеевна — главный балетмейстер Государственного академического русского народного хора имени М. Е. Пятницкого, город Москва
33. 1 декабря 1998 года, № 1435 — Темирканов Юра Хатиевич — художественный руководитель Санкт-Петербургской государственной академической филармонии имени Д. Д. Шостаковича, художественный руководитель, главный дирижер академического симфонического оркестра Санкт-Петербургской государственной академической филармонии имени Д. Д. Шостаковича
34. 10 декабря 1998 года, № 1549 — Паристый, Иван Леонтьевич — начальник Московской железной дороги
35. 17 декабря 1998 года, № 1592 — Карполь, Николай Васильевич — главный тренер региональной общественной организации "Общественно-спортивный центр «Уралочка» и женской сборной команды России по волейболу, город Екатеринбург
36. 23 декабря 1998 года, № 1634 — Дурова, Наталья Юрьевна — генеральный директор, художественный руководитель Московского театрального комплексного центра «Страна чудес дедушки Дурова»
37. 25 декабря 1998 года, № 1640 — Бударин, Николай Михайлович — летчик-космонавт, бортинженер
38. 25 декабря 1998 года, № 1640 — полковник Мусабаев, Талгат Амангельдиевич — летчик-космонавт, командир экипажа, Республика Казахстан

## Кавалеры ордена IV степени
1. 15 января 1998 года, № 38 — Бочаров, Виктор Иванович — генеральный директор акционерного общества "Концерн «Кузбассшахтострой», Кемеровская область
2. 15 января 1998 года, № 39 — Аксёнов, Юрий Николаевич — старший научный сотрудник межгосударственной акционерной корпорации «Вымпел», город Москва
3. 15 января 1998 года, № 39 — Измайлов, Фаим Фазулович — начальник отдела машиностроительного конструкторского бюро «Факел» имени академика П. Д. Грушина, Московская область
4. 15 января 1998 года, № 39 — Корнеев, Николай Михайлович — заместитель начальника предприятия, первый заместитель генерального конструктора Конструкторского бюро общего машиностроения, город Москва
5. 15 января 1998 года, № 39 — Поимцев, Василий Николаевич — председатель правления товарищества «Саратовстрой», Саратовская область
6. 15 января 1998 года, № 40 — Комонов, Александр Афанасьевич — заместитель председателя правления геологического концерна «Геологоразведка», город Москва
7. 15 января 1998 года, № 40 — Шипулин, Юрий Константинович — главный гидрогеолог, заместитель генерального директора Государственного предприятия «Гидроспецгеология», город Москва
8. 15 января 1998 года, № 42 — Весник, Евгений Яковлевич — артист театра и кино, город Москва
9. 26 января 1998 года, № 80 — Голованова, Тамара Сергеевна — художественный руководитель Государственного ансамбля танца «Сувенир» Московской областной государственной филармонии
10. 26 января 1998 года, № 80 — Дугаров, Даши-Нима Дугарович — президент Всебурятской ассоциации развития культуры, Республика Бурятия
11. 26 января 1998 года, № 80 — Успенский, Владислав Александрович — композитор, город Санкт-Петербург
12. 26 января 1998 года, № 82 — Мигачев, Борис Сергеевич — генеральный директор Российского центра испытаний и сертификации (Ростест-Москва), город Москва
13. 27 января 1998 года, № 90 — Сергеева, Нина Юрьевна — заместитель Председателя Верховного Суда Российской Федерации
14. 27 января 1998 года, № 92 — Лукин, Владимир Петрович — председатель Комитета по международным делам Государственной думы Федерального собрания Российской Федерации
15. 3 февраля 1998 года, № 122 — Гундарева, Наталия Георгиевна — артистка Московского академического театра имени Вл. Маяковского
16. 3 февраля 1998 года, № 122 — Лазарев, Александр Сергеевич — артист Московского академического театра имени Вл. Маяковского
17. 3 февраля 1998 года, № 132 — Васильев, Олег Фёдорович — академик, советник Российской академии наук, Алтайский край
18. 3 февраля 1998 года, № 132 — Панин, Виктор Евгеньевич — академик, директор Института физики прочности и материаловедения Сибирского отделения Российской академии наук, Томская область
19. 3 февраля 1998 года, № 132 — Трубецкой, Климент Николаевич — академик, директор Института проблем комплексного освоения недр Российской академии наук, город Москва
20. 3 февраля 1998 года, № 132 — Бордовский, Геннадий Алексеевич — ректор Российского государственного педагогического университета имени А. И. Герцена, город Санкт-Петербург
21. 13 февраля 1998 года, № 167 — Сидоров, Евгений Юрьевич — писатель, Постоянный представитель Российской Федерации при ЮНЕСКО в Париже, Французская Республика
22. 23 февраля 1998 года, № 188 — Трофимук, Андрей Алексеевич — академик, советник президиума Российской академии наук, Новосибирская область
23. 4 марта 1998 года, № 242 — Зайцев, Вячеслав Михайлович — президент товарищества «Театр Моды Вячеслава Зайцева», город Москва
24. 4 марта 1998 года, № 247 — Кириллин, Владимир Алексеевич — академик, советник Российской академии наук
25. 4 марта 1998 года, № 247 — Марчук, Гурий Иванович — академик, советник Российской академии наук
26. 4 марта 1998 года, № 248 — Журкин, Виталий Владимирович — академик, директор Института Европы, город Москва
27. 17 марта 1998 года, № 271 — Киселёв, Алексей Иванович — заведующий кафедрой физического воспитания Московского государственного технического университета имени Н. Э. Баумана
28. 28 марта 1998 года, № 295 — Петренко, Алексей Васильевич — артист театра и кино, город Москва
29. 1 апреля 1998 года, № 335 — Разгон, Лев Эммануилович — писатель, город Москва
30. 3 апреля 1998 года, № 340 — Грабчак, Леонид Георгиевич — ректор Московской государственной геологоразведочной академии
31. 3 апреля 1998 года, № 340 — Козловский, Евгений Александрович — заведующий кафедрой Московской государственной геологоразведочной академии
32. 4 апреля 1998 года, № 351 — Никитин, Евгений Александрович — главный конструктор по машиностроению акционерного общества — холдинговой компании «Коломенский завод», Московская область
33. 4 апреля 1998 года, № 352 — Попов, Николай Иванович — председатель колхоза «Мир» Торжокского района Тверской области
34. 15 апреля 1998 года, № 392 — Коновалова, Тамара Николаевна — заместитель председателя Орловской областной думы
35. 15 апреля 1998 года, № 392 — Павшинский, Игорь Яковлевич — генеральный директор акционерного общества «Дельта», город Москва
36. 15 апреля 1998 года, № 393 — Вигилянский, Владислав Александрович — начальник Омского областного дорожно-эксплуатационного предприятия автомобильных дорог «Омскавтодор»
37. 15 апреля 1998 года, № 393 — Рябиков, Станислав Васильевич — директор Научно-технического института межотраслевой информации Министерства науки и технологий Российской Федерации
38. 16 апреля 1998 года, № 397 — Жуков, Михаил Фёдорович — академик, заведующий отделом Института теоретической и прикладной механики Сибирского отделения Российской академии наук, Новосибирская область
39. 17 апреля 1998 года, № 409 — Воронин, Михаил Яковлевич — президент гимнастического клуба Московской городской организации «Динамо», заслуженный мастер спорта, заслуженный тренер
40. 21 апреля 1998 года, № 412 — Барков, Лев Митрофанович — академик, заведующий лабораторией Института ядерной физики имени Г. И. Будкера Сибирского отделения Российской академии наук, Новосибирская область
41. 21 апреля 1998 года, № 412 — Овсянников, Лев Васильевич — академик, заведующий лабораторией Института гидродинамики имени М. А. Лаврентьева Сибирского отделения Российской академии наук, Новосибирская область
42. 21 апреля 1998 года, № 412 — Пузырёв, Николай Никитович — академик, советник при дирекции Объединенного института геологии, геофизики и минералогии Сибирского отделения Российской академии наук, Новосибирская область
43. 21 апреля 1998 года, № 413 — Голубев, Михаил Михайлович — директор госплемзавода «Азановский» Медведевского района Республики Марий Эл
44. 21 апреля 1998 года, № 413 — Микитюк, Владимир Васильевич — заместитель главы, начальник управления сельского хозяйства администрации Шатровского района Курганской области
45. 24 апреля 1998 года, № 438 — Багин, Анатолий Николаевич — генеральный директор акционерного общества «Надымспецсвармонтаж», Ямало-Ненецкий автономный округ
46. 9 мая 1998 года, № 517 — Фёдоров, Николай Васильевич — Президент Чувашской Республики
47. 11 мая 1998 года, № 529 — Потапов, Леонид Васильевич — Президент, Председатель Правительства Республики Бурятия
48. 11 мая 1998 года, № 538 — Матяшев, Валентин Васильевич — директор Государственного предприятия «Научно-исследовательский институт приборостроения имени В. В. Тихомирова», город Москва
49. 11 мая 1998 года, № 538 — Машковский, Михаил Давыдович — заведующий лабораторией фармакологии Центра по химии лекарственных средств ЦХЛС-ВНИХФИ, город Москва
50. 12 мая 1998 года, № 552 — Лавров, Сергей Викторович — Постоянный представитель Российской Федерации при Организации Объединенных Наций
51. 12 мая 1998 года, № 552 — Посувалюк, Виктор Викторович — заместитель министра иностранных дел Российской Федерации
52. 22 мая 1998 года, № 565 — Богословский, Никита Владимирович — композитор, город Москва
53. 28 мая 1998 года, № 601 — Медведев, Армен Николаевич — председатель Государственного комитета Российской Федерации по кинематографии, город Москва
54. 31 мая 1998 года, № 621 — Казарьян, Геннадий Мамиконович — генеральный директор общества «Спецпромстрой», город Москва
55. 31 мая 1998 года, № 621 — Шкуропат, Юрий Александрович — директор исполнительной дирекции акционерного общества "Строительно-промышленная компания «Востоксибстрой», Иркутская область
56. 31 мая 1998 года, № 626 — Гуськов, Юрий Николаевич — заместитель генерального директора, первый заместитель генерального конструктора акционерного общества «Фазотрон — Научно-исследовательский институт радиостроения», город Москва
57. 31 мая 1998 года, № 626 — Ливанов, Виктор Владимирович — генеральный директор акционерного общества «Авиационный комплекс имени С. В. Ильюшина», город Москва
58. 31 мая 1998 года, № 626 — Михалёв, Виктор Тимофеевич — начальник производства государственного предприятия Московского авиационного производственного объединения «МИГ»
59. 31 мая 1998 года, № 626 — Уткин, Валерий Николаевич — ведущий конструктор государственного предприятия Московского авиационного производственного объединения «МИГ»
60. 31 мая 1998 года, № 629 — Грамберг, Игорь Сергеевич — академик, директор Всероссийского научно-исследовательского института геологии и минеральных ресурсов Мирового океана, город Санкт-Петербург
61. 31 мая 1998 года, № 632 — Винницкий, Леонид Ильич — заведующий лабораторией Научного центра хирургии, город Москва
62. 31 мая 1998 года, № 632 — Краснопольский, Владислав Иванович — директор Московского областного научно-исследовательского института акушерства и гинекологии
63. 31 мая 1998 года, № 632 — Сербиненко, Фёдор Андреевич — заместитель директора Института нейрохирургии имени академика Н. Н. Бурденко, город Москва
64. 8 июня 1998 года, № 684 — Близнюк, Валентин Иванович — главный конструктор акционерного общества «Авиационный научно-технический комплекс имени А. Н. Туполева», город Москва
65. 8 июня 1998 года, № 684 — Отрохов, Владимир Петрович — директор акционерного общества «Смоленский автоагрегатный завод АМО ЗИЛ», Смоленская область
66. 8 июня 1998 года, № 684 — Павлов, Александр Филиппович — генеральный директор акционерного общества «Казанское моторостроительное производственное объединение», Республика Татарстан
67. 8 июня 1998 года, № 685 — Волосевич, Еликанида Егоровна — главный врач муниципального учреждения здравоохранения «Первая городская клиническая больница», город Архангельск
68. 8 июня 1998 года, № 688 — Борисов, Спартак Степанович — Вице-Президент Республики Саха (Якутия)
69. 8 июня 1998 года, № 690 — Каштанов, Александр Николаевич — первый вице-президент Российской академии сельскохозяйственных наук, город Москва
70. 8 июня 1998 года, № 690 — Кузовлев, Анатолий Тихонович — председатель правления акционерного общества "Племзавод «Колос» Каневского района Краснодарского края
71. 8 июня 1998 года, № 694 — Белянский, Андрей Дмитриевич — заместитель генерального директора, главный инженер акционерного общества «Новолипецкий металлургический комбинат», Липецкая область
72. 12 июня 1998 года, № 710 — Попов, Пётр Александрович — директор Ладожского звероводческого хозяйства Краснодарского крайпотребсоюза
73. 30 июня 1998 года, № 738 — Кутузов, Павел Андреевич — генеральный директор акционерного общества "Лечебно-оздоровительный центр «Карачарово», Тверская область
74. 30 июня 1998 года, № 742 — Смуглиенко, Владимир Никифорович — председатель акционерного общества «Рассвет» Кавказского района Краснодарского края
75. 30 июня 1998 года, № 748 — Путов, Николай Васильевич — главный научный сотрудник Государственного научного центра пульмонологии, город Санкт-Петербург
76. 30 июня 1998 года, № 748 — Седов, Леонид Иванович — заведующий кафедрой Московского государственного университета имени М. В. Ломоносова
77. 4 июля 1998 года, № 769 — Якупов, Харис Абдрахманович — руководитель творческой мастерской живописи Российской академии художеств в городе Казани Республики Татарстан
78. 6 июля 1998 года, № 776 — Коломиец, Алексей Маркович — генеральный директор Волжского государственного геологического предприятия «Волгагеология», Нижегородская область
79. 6 июля 1998 года, № 776 — Неменко, Леонид Петрович — генеральный директор акционерного общества «Калугагеология»
80. 6 июля 1998 года, № 779 — Комаров, Геннадий Павлович — начальник Восточно-Сибирской железной дороги, Иркутская область
81. 9 июля 1998 года, № 815 — Брянцев, Дмитрий Александрович — художественный руководитель балетной труппы Московского академического музыкального театра имени К. С. Станиславского и Вл. И. Немировича-Данченко
82. 9 июля 1998 года, № 815 — Курилко-Рюмин, Михаил Михайлович — главный учёный секретарь президиума Российской академии художеств, город Москва
83. 9 июля 1998 года, № 818 — Толмачёв, Геннадий Фёдорович — первый заместитель генерального директора совместного предприятия акционерного общества «Омсукчанская горно-геологическая компания», Магаданская область
84. 20 июля 1998 года, № 856 — Герман, Алексей Георгиевич — кинорежиссёр-постановщик Санкт-Петербургской киностудии «Ленфильм»
85. 23 июля 1998 года, № 877 — Колесников, Борис Иванович — начальник Свердловской железной дороги, Свердловская область
86. 28 июля 1998 года, № 908 — Видьманов, Виктор Михайлович — президент Российской акционерной агростроительно-промышленной корпорации «Росагропромстрой», город Москва
87. 28 июля 1998 года, № 908 — Мальцев, Борис Алексеевич — председатель Государственной думы Томской области
88. 28 июля 1998 года, № 908 — Стейскал, Владимир Вячеславович — генеральный директор акционерного общества «Моспроект», город Москва
89. 28 июля 1998 года, № 908 — Загорский, Владимир Александрович — первый заместитель генерального директора Московского государственного предприятия «Мосводоканал»
90. 8 августа 1998 года, № 929 — Ериков, Иван Михайлович — председатель правления Городецкого райпо Нижегородской области
91. 8 августа 1998 года, № 930 — Косарев, Николай Данилович — председатель коллективного хозяйства имени Ленина Новосильского района Орловской области
92. 8 августа 1998 года, № 930 — Перваков, Илья Филиппович — директор акционерного общества сельскохозяйственного предприятия «Кировское», Кировская область
93. 8 августа 1998 года, № 931 — Рожков, Михаил Федотович — солист Национального академического оркестра народных инструментов России имени Н. П. Осипова, город Москва
94. 15 августа 1998 года, № 974 — Иванов, Борис Владимирович — артист Московского государственного академического театра имени Моссовета
95. 31 августа 1998 года, № 1032 — Коган, Леонид Борисович — генеральный директор акционерного общества "Завод «Водоприбор», город Москва
96. 31 августа 1998 года, № 1032 — Нагаев, Юрий Александрович — помощник начальника Государственного научного центра Российской Федерации «Лётно-исследовательский институт имени М. М. Громова», генеральный директор акционерного общества «Авиасалон», Московская область
97. 31 августа 1998 года, № 1032 — Постный, Леонид Владимирович — генеральный директор акционерного общества «Ставрополькрайгаз», Ставропольский край
98. 31 августа 1998 года, № 1038 — Ванслов, Виктор Владимирович — директор Научно-исследовательского института теории и истории изобразительных искусств, город Москва
99. 31 августа 1998 года, № 1038 — Грач, Эдуард Давидович — солист Московской государственной академической филармонии
100. 31 августа 1998 года, № 1038 — Таланкин, Индустрий Васильевич — кинорежиссёр-постановщик киноконцерна «Мосфильм», город Москва
101. 11 сентября 1998 года, № 1078 — Дёмин, Владимир Фёдорович — глава Раменского района Московской области
102. 11 сентября 1998 года, № 1079 — Бацких, Геннадий Иванович — директор Московского радиотехнического института Российской академии наук
103. 11 сентября 1998 года, № 1079 — Мельников, Анатолий Иванович — директор акционерного общества «Алтайкрайгазсервис», Алтайский край
104. 11 сентября 1998 года, № 1079 — Тиходеев, Николай Николаевич — научный руководитель отдела акционерного общества «Научно-исследовательский институт по передаче электроэнергии постоянным током высокого напряжения», город Санкт-Петербург
105. 11 сентября 1998 года, № 1079 — Захаров, Михаил Александрович — вице-президент акционерного общества «Специальное машиностроение и металлургия», председатель совета директоров акционерного общества «Курганмашзавод», Курганская область
106. 11 сентября 1998 года, № 1079 — Лапшин, Вячеслав Гаврилович — генеральный директор акционерного общества «Московский электроламповый завод», город Москва
107. 11 сентября 1998 года, № 1079 — Шимчук, Фёдор Станиславович — генеральный директор акционерного производственно-коммерческого общества «Нефтемаш», Саратовская область
108. 11 сентября 1998 года, № 1079 — Александров, Вадим Николаевич — генеральный директор акционерного общества по строительству метрополитена в Санкт-Петербурге «Метрострой»
109. 11 сентября 1998 года, № 1080 — Максимов, Владимир Салманович — главный тренер сборной команды России по гандболу, город Москва
110. 11 сентября 1998 года, № 1080 — Татарчук, Юрий Серафимович — генеральный директор Государственного геологического предприятия «Гидроспецгеология», город Москва
111. 21 сентября 1998 года, № 1121 — Швабский, Рудольф Игоревич — генеральный директор акционерного общества «Пермтрансавто», Пермская область
112. 25 сентября 1998 года, № 1148 — Федосеева-Шукшина, Лидия Николаевна — артистка кино, город Москва
113. 25 сентября 1998 года, № 1158 — Афанасенко, Николай Иванович — заместитель генерального директора акционерного общества «Научно-производственное предприятие „Звезда“», Московская область
114. 25 сентября 1998 года, № 1158 — Ильенко, Глеб Андреевич — генеральный директор акционерного общества "Чебоксарский приборостроительный завод «ЭЛАРА», Чувашская Республика
115. 25 сентября 1998 года, № 1158 — Крылов, Александр Сергеевич — заместитель генерального директора акционерного общества «Научно-исследовательский институт суперЭВМ», город Москва
116. 25 сентября 1998 года, № 1158 — Черемхин, Александр Павлович — кузнец акционерного общества «Ижорские заводы», город Санкт-Петербург
117. 4 октября 1998 года, № 1178 — Рашников, Виктор Филиппович — генеральный директор акционерного общества «Магнитогорский металлургический комбинат», Челябинская область
118. 13 октября 1998 года, № 1227 — Артюхин, Юрий Николаевич — генеральный директор ассоциации по мелиоративному, водохозяйственному и дорожному строительству «Ленмелиорация», Ленинградская область
119. 13 октября 1998 года, № 1227 — Лаврищев, Валентин Николаевич — директор государственного предприятия «Московский пищевой комбинат „Крекер“, город Москва
120. 13 октября 1998 года, № 1229 — Кольцова, Мира Михайловна — художественный руководитель Государственного академического хореографического ансамбля „Берёзка“», город Москва
121. 13 октября 1998 года, № 1229 — Ткачёв, Сергей Петрович — художник, город Москва
122. 13 октября 1998 года, № 1245 — Гужвин, Анатолий Петрович — глава администрации Астраханской области
123. 14 октября 1998 года, № 1250 — Голант, Виктор Евгеньевич — академик Российской академии наук, директор отделения Физико-технического института имени А. Ф. Иоффе, город Санкт-Петербург
124. 14 октября 1998 года, № 1250 — Тишков, Константин Никитич — ректор Нижегородского государственного технического университета
125. 14 октября 1998 года, № 1250 — Феоктистов, Лев Петрович — член-корреспондент Российской академии наук, главный научный сотрудник Физического института имени П. Н. Лебедева, город Москва
126. 14 октября 1998 года, № 1251 — Кармачёв, Валерий Николаевич — генеральный директор акционерного общества "Производственное монтажно-строительное предприятие «Электрон», Новосибирская область
127. 14 октября 1998 года, № 1251 — Клячкин, Юрий Степанович — директор института технической химии Уральского отделения Российской академии наук, Пермская область
128. 14 октября 1998 года, № 1252 — Багдасарян, Владимир Тумасович — директор акционерного общества имени М. П. Артемова Жуковского района Калужской области
129. 14 октября 1998 года, № 1252 — Макаров, Александр Евгеньевич — председатель акционерного крестьянского общества «Красный Урал» Кизильского района Челябинской области
130. 14 октября 1998 года, № 1252 — Мартынова, Тамара Павловна — главный зоотехник колхоза имени Ленина Жуковского района Калужской области
131. 23 октября 1998 года, № 1297 — Саульский, Юрий Сергеевич — композитор, город Москва
132. 23 октября 1998 года, № 1300 — Доронина, Татьяна Васильевна — художественный руководитель Московского Художественного академического театра имени М.Горького
133. 30 октября 1998 года, № 1312 — Кезина, Любовь Петровна — председатель комитета образования правительства Москвы
134. 3 ноября 1998 года, № 1318 — Гребнев, Анатолий Борисович — кинодраматург, город Москва
135. 13 ноября 1998 года, № 1366 — Степанов, Олег Николаевич — заместитель управляющего делами, директор Дирекции по строительству и реконструкции объектов высших органов федеральной власти
136. 13 ноября 1998 года, № 1367 — Спиридонов, Юрий Алексеевич — Глава Республики Коми
137. 13 ноября 1998 года, № 1368 — Кресс, Виктор Мельхиорович — глава администрации Томской области
138. 14 ноября 1998 года, № 1390 — Бутиков, Георгий Петрович — генеральный директор Государственного музея-памятника «Исаакиевский собор», город Санкт-Петербург
139. 14 ноября 1998 года, № 1390 — Егерев, Виктор Сергеевич — член-корреспондент Российской академии художеств, город Москва
140. 16 ноября 1998 года, № 1408 — Кудряшов, Борис Борисович — доктор технических наук, профессор, заведующий кафедрой Санкт-Петербургского государственного горного института имени Г. В. Плеханова (технического университета)
141. 16 ноября 1998 года, № 1409 — Логинов, Николай Андреевич — начальник Главного управления государственного надзора за связью в Российской Федерации при Государственном комитете Российской Федерации по связи и информатизации
142. 16 ноября 1998 года, № 1411 — Кисунько, Григорий Васильевич — член-корреспондент Российской академии наук, город Москва
143. 16 ноября 1998 года, № 1412 — Алиева, Фазу Гамзатовна — главный редактор журнала «Женщина Дагестана», Республика Дагестан
144. 18 ноября 1998 года, № 1419 — Певцов, Николай Владимирович — генеральный директор акционерного общества «Санкт-Петербургский междугородный международный телефон»
145. 27 ноября 1998 года, № 1427 — Шмыга, Татьяна Ивановна — солистка Московского государственного академического театра оперетты
146. 1 декабря 1998 года, № 1448 — Петров, Андрей Борисович — художественный руководитель, директор Театра балета Государственного Кремлёвского Дворца «Кремлёвский балет», директор Государственного Кремлёвского Дворца, город Москва
147. 3 декабря 1998 года, № 1466 — Пономарёв-Степной, Николай Николаевич — академик Российской академии наук, вице-президент Российского научного центра «Курчатовский институт», город Москва
148. 4 декабря 1998 года, № 1467 — Захарченя, Борис Петрович — академик Российской академии наук, директор отделения Физико-технического института имени А. Ф. Иоффе, город Санкт-Петербург
149. 4 декабря 1998 года, № 1467 — Временицкий, Виктор Дмитриевич — заместитель главного врача Пензенской городской больницы скорой помощи
150. 4 декабря 1998 года, № 1467 — Рогов, Иосиф Александрович — академик Российской академии сельскохозяйственных наук, ректор Московского государственного университета прикладной биотехнологии
151. 4 декабря 1998 года, № 1467 — Салыга, Валерий Иванович — член-корреспондент Российской академии наук, заместитель министра общего и профессионального образования Российской Федерации
152. 4 декабря 1998 года, № 1467 — Фаворский, Олег Николаевич — академик Российской академии наук, академик-секретарь отделения физико-технических проблем энергетики Российской академии наук, город Москва
153. 4 декабря 1998 года, № 1469 — Люлин, Владимир Фёдорович — генеральный директор акционерного общества «Нижегородсвязьинформ», Нижегородская область
154. 10 декабря 1998 года, № 1550 — Газенко, Олег Георгиевич — академик Российской академии наук, советник Государственного научного центра Российской Федерации — Института медико-биологических проблем, город Москва
155. 10 декабря 1998 года, № 1550 — Найденко, Валентин Васильевич — ректор Нижегородского государственного архитектурно-строительного университета
156. 12 декабря 1998 года, № 1573 — Сазанов, Валерий Степанович — президент акционерной фирмы «Уралгазсервис», Пермская область
157. 17 декабря 1998 года, № 1596 — Дементьев, Андрей Дмитриевич — заведующий корреспондентским пунктом Всероссийской государственной телевизионной и радиовещательной компании в Государстве Израиль
158. 28 декабря 1998 года, № 1655 — Голубков, Сергей Викторович — первый вице-президент акционерного общества «Росхимнефть», город Москва
159. 28 декабря 1998 года, № 1655 — Млачнев, Николай Захарович — начальник государственного предприятия Читинского областного дорожного управления
160. 28 декабря 1998 года, № 1655 — Рядовой, Николай Геннадьевич — генеральный директор государственного предприятия «Омскоблавтотранс», Омская область
161. 28 декабря 1998 года, № 1655 — Сысоев, Анатолий Васильевич — генеральный директор акционерного общества «Богословский алюминиевый завод», Свердловская область